# Myskpumpa
Myskpumpa (Cucurbita moschata) är en art i pumpasläktet. Smaken är söt och nötig, liknande pumpans. Skalet är gult och fruktköttet orange. När den är mogen blir fruktköttet allt mer mörkorange, sötare och fylligare. Fruktköttet kan användas i många olika maträtter, såsom soppor, grytor, bröd och muffins.
Ett vanligt namn för varieteter av arten är butternutpumpa eller butternutsquash.